# Mavrična zastava
Mavrična zastava, imenovana tudi zastava gejevskega ponosa ali preprosto zastava ponosa, je simbol lezbičnega, gejevskega, biseksualnega in transspolnega (LGBT) ponosa ter družbenih gibanj LGBT. Barve izražajo raznolikost skupnosti LGBT ter spekter človeške spolnosti in spola. Uporaba mavrične zastave kot simbola gejevskega ponosa se je začela v San Franciscu, končno pa je postala znana na dogodkih za pravice LGBT po vsem svetu.
Prvotno so si jo zamislili umetnik Gilbert Baker, Lynn Segerblom, James McNamara in drugi aktivisti, od začetka uporabe leta 1978 pa so jo večkrat spremenili in še naprej navdihuje različice. Čeprav ima Bakerjeva prvotna mavrična zastava osem barv, je imela najpogostejša različica od leta 1979 do danes šest črt: rdečo, oranžno, rumeno, zeleno, modro in vijoličasto. Zastava je običajno prikazana vodoravno, tako da je rdeča črta na vrhu, kot je značilno za mavrico v naravi.
Ljudje iz skupnosti LGBT in njihovi zavezniki trenutno uporabljajo mavrične zastave in številne mavričaste predmete ter barvne sheme kot simbol identitete ali podpore. Obstajajo izpeljanke mavrične zastave, ki se uporabljajo za usmerjanje pozornosti na posamezne cilje ali skupine v skupnosti (npr. transseksualci, boj proti epidemiji aidsa, vključevanje temnopoltih oseb). Poleg mavrice se za sporočanje posameznih identitet v skupnosti LGBT uporabljajo številne druge zastave in simboli.